# 桑丘尔斯克
桑丘尔斯克（羅馬化：Sanchursk）是俄罗斯基洛夫州的市级镇、桑丘尔斯克区行政中心，位于伏尔加河支流大科克沙加河畔，地处基洛夫州西南部，在州府基洛夫西南方，靠近该州与马里埃尔共和国的边界。
该地2021年人口有3,937人；2010年人口4,727；2002年人口5,718；1989年人口6,490。